# 千葉市立葛城中学校
千葉市立葛城中学校（ちばしりつ かつらぎちゅうがっこう）は、千葉県千葉市中央区にある公立中学校。文部科学省の学校コードはC112210000031、旧学校調査番号は123513で、教育開発出版の所属中学校コードは120043。

## 概要
千葉市中央区の中央部に位置する。戦後の学制改革により、千葉市内で3番目の中学校として開校した。この学校から千葉市立椿森中学校と千葉市立新宿中学校が分離している。

## 沿革

### 概歴
1947年（昭和22年）に千葉市立第三中学校として開校する。当初は旧高等小学校（現在は千葉市立末広中学校が立地）に本部を置き、千葉市立院内小学校と千葉市立寒川小学校でも授業を実施していた。翌年には千葉市立第四中学校を分離し、通学区域から千葉市立院内小学校区が外れた。1949年（昭和23年）には、移転した千葉市立高等女学校跡地に本部を移す。1951年（昭和26年）には、現校名の千葉市立葛城中学校に改称した。同年にはB校舎が完成したことにより、旧高等小学校に設置していた学級についても本部に統合し、所属する全生徒が本部で授業を受けるようになった。

### 年表
- 1947年（昭和22年）5月10日 - 千葉市立第三中学校として開校[1]。
- 1948年（昭和23年）
  - 4月1日 - 千葉市立第四中学校を分離[1]。
  - 4月19日 - 千葉市立高等女学校が使用していた校舎（D校舎）に本部移転[1]。
- 1950年（昭和25年）7月20日 - A校舎が完成[1]。
- 1951年（昭和26年）
  - 3月20日 - 校旗を制定[1]。
  - 4月1日 - 千葉市立葛城中学校に改称[1]。
  - 9月25日 - B校舎が完成[1]。全生徒が本校にて授業を受けるようになる[1]。
- 1952年（昭和27年）4月1日 - 千葉市立新宿中学校を分離[1]。
- 1953年（昭和28年）4月25日 - C校舎の半分が完成[1]。
- 1954年（昭和29年）3月20日 - 校歌を制定[1]。
- 1966年（昭和41年）11月1日 - 千葉県教育委員会より学校表彰[1]。
- 1967年（昭和42年）4月17日 - 科学技術長官賞を受賞[1]。
- 1968年（昭和43年）10月26日 - 第13回ソニー理科振興資金応募論文の最優秀賞を受賞[1]。
- 1971年（昭和46年）4月3日 - 6つの普通教室を含むRC造校舎が完成（第1期）[1]。
- 1972年（昭和47年）1月25日 - 6つの普通教室を含むRC造校舎が完成（第2期）[1]。
- 1974年（昭和49年）4月 - RC造校舎が完成（第3期）[1]。
- 1975年（昭和50年）2月 - RC造の管理棟が完成（第4期）[1]。
- 1976年（昭和51年）3月 - RC造の管理棟が完成（第5期）[1]。

## 施設
学校施設の詳細は以下の通りである。
| 土地 | 所在地     | 〒260-0814 千葉県千葉市中央区葛城2丁目9番1号 |
| 土地 | 敷地面積   | 27,639.21m2                                  |
| 土地 | 所有者     | 千葉市                                       |
| 土地 | 用途地域   | 第一種中高層住居専用地域                     |
| 土地 | 指定建蔽率 | 60%                                          |
| 土地 | 指定容積率 | 200%                                         |
| 土地 | 取得価格   | 不明                                         |
| 建物 | 数         | 15棟                                         |
| 建物 | 構造       | 鉄骨鉄筋コンクリート構造                     |
| 建物 | 延床面積   | 7,131.36m2                                   |

## 規模
2023年（令和5年）5月1日現在の学校規模は以下の通りである。
| 生徒数       | 483名  | 1年生  | 147名  |
| 生徒数       | 483名  | 2年生  | 148名  |
| 生徒数       | 483名  | 3年生  | 188名  |
| 学級数       | 14学級 | 14学級 | 14学級 |
| 通学区域人口 | 不明   | 不明   | 不明   |
| 通学区域面積 | 不明   | 不明   | 不明   |

## 諸活動

### 部活動
以下の部活動が存在する。
- 野球部
- サッカー部
- ソフトテニス部
- バスケットボール部
- バレーボール部
- バドミントン部
- 卓球部
- 剣道部
- 吹奏楽部
- 図書部
- 美術部
- 自然科学部
- 家庭科部

## 通学区域
以下の町丁字とその範囲を通学区域として指定している。
| 区     | 町丁字               | 範囲                 |
| ------ | -------------------- | -------------------- |
| 中央区 | 青葉町               | 1265番地から1269番地 |
| 中央区 | 旭町                 | 全域                 |
| 中央区 | 市場町               | 全域                 |
| 中央区 | 亥鼻1丁目から3丁目   | 全域                 |
| 中央区 | 葛城1丁目から3丁目   | 全域                 |
| 中央区 | 亀井町               | 全域                 |
| 中央区 | 亀岡町               | 全域                 |
| 中央区 | 中央1丁目から4丁目   | 2丁目3番を除く       |
| 中央区 | 鶴沢町               | 全域                 |
| 中央区 | 道場南1丁目から2丁目 | 全域                 |
| 中央区 | 長洲1丁目            | 9番から17番          |
| 中央区 | 富士見1丁目から2丁目 | 2丁目6番を除く       |
| 中央区 | 本千葉町             | 全域                 |
| 中央区 | 本町1丁目から3丁目   | 全域                 |

## 通学区域内施設
- 中央区役所
- 葭川公園駅
- 県庁前駅
- 千葉県文化会館
- 亥鼻公園
- 亥鼻城
- 千葉市立郷土博物館
- 千葉大学
  - 亥鼻キャンパス
  - 医学部附属病院
- 千葉県立千葉中学校・高等学校

## 小学校区

### 現在
- 千葉市立本町小学校[12]
- 千葉市立鶴沢小学校[12]

### 過去
- 千葉市立院内小学校（1947年 - 1948年）[1]
- 千葉市立新宿小学校（1947年 - 1952年）[1]

## 隣接中学校区
- 千葉市立椿森中学校
- 千葉市立新宿中学校
- 千葉市立末広中学校
- 千葉市立星久喜中学校
- 千葉市立加曽利中学校

## アクセス
- JR千葉駅で下車。バスで10分、徒歩10分
- 千葉都市モノレール県庁前駅より、徒歩約13分
- JR本千葉駅で下車、徒歩約15分